# San Andrés Tuxtla
San Andrés Tuxtla là một đô thị thuộc bang Veracruz, México. Năm 2005, dân số của đô thị này là 148447 người.